# Ifanes
Ifanes (Mirandes: Anfainç) ist ein Ort und eine ehemalige Gemeinde (Freguesia) im portugiesischen Kreis Miranda do Douro. Die Gemeinde hatte 163 Einwohner (Stand 30. Juni 2011).
Am 29. September 2013 wurden die Gemeinden Ifanes und Paradela zur neuen Gemeinde União das Freguesias de Ifanes e Paradela zusammengeschlossen. Ifanes ist Sitz dieser neu gebildeten Gemeinde.